# Wieńczysław Gliński

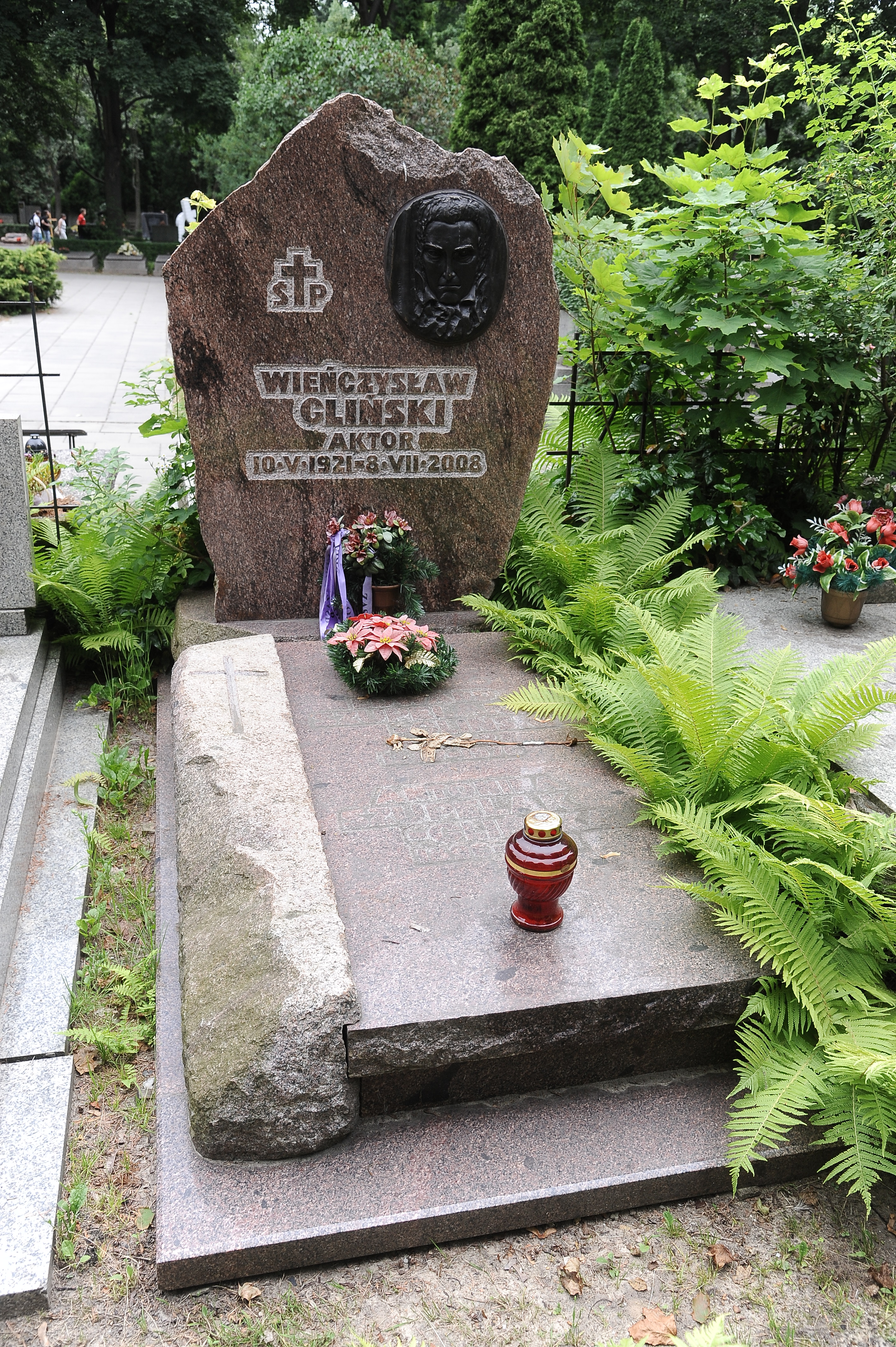
Phần mộ của Wieńczysław Gliński tại Nghĩa trang quân đội Powązki

Wieńczysław Gliński (sinh ngày 10 tháng 5 năm 1921 – mất ngày 8 tháng 7 năm 2008) là một diễn viên sân khấu và diễn viên điệnh ảnh người Ba Lan.
Sau Chiến tranh thế giới thứ hai, Wieńczysław Gliński đóng vai chính trong nhiều bộ phim. Ông cũng tham gia biểu diễn tại nhiều nhà hát, bao gồm Nhà hát Ba Lan và Nhà hát Quốc gia ở Warsaw. Bên cạnh đó, ông còn là giảng viên tại Học viện nghệ thuật sân khấu quốc gia AST ở Kraków.
Nhờ vai diễn trong phim The Eagle, Wieńczysław Gliński giành được huy chương bạc về diễn xuất tại Liên hoan phim quốc tế Moscow lần thứ nhất.

## Thành tích nghệ thuật
| Năm  | Tựa đề                              | Vai diễn                       | Ghi chú |
| ---- | ----------------------------------- | ------------------------------ | ------- |
| 1956 | Sprawa pilota Maresza               | Piotr Maresz                   |         |
| 1957 | Kanał                               | Lt. 'Zadra'                    |         |
| 1957 | Kapelusz pana Anatola               | Jerzy                          |         |
| 1957 | Spotkania                           | Waclaw Kisielecki              |         |
| 1958 | Co rekne zena?                      | Zbigniew Stepowski             |         |
| 1959 | Orzeł                               | Grabinski                      |         |
| 1962 | Wyrok                               | Henryk Opera                   |         |
| 1962 | Jutro premiera                      | Ryszard Kuryllo                |         |
| 1962 | Spóznieni przechodnie               | Karol                          |         |
| 1963 | How to Be Loved                     | Bakteriolog                    |         |
| 1963 | Ostatni kurs                        | Lieutenant Szymanski           |         |
| 1964 | Rozwodów nie bedzie                 | Nhân chứng                     | tập 1   |
| 1964 | Echo                                | Henryk                         |         |
| 1966 | Lekarstwo na miłość                 | Janusz                         |         |
| 1966 | Pieklo i niebo                      | Thẩm phán                      |         |
| 1966 | Marysia i Napoleon                  | Pawel Laczynski                |         |
| 1967 | Gdzie jest trzeci król              | Giáo sư Gawronski              |         |
| 1967 | Mocne uderzenie                     | Rezyser telewizyjny Lelewicz   |         |
| 1967 | Dziadek do orzechów                 | Drosselmajer / E.T.A. Hoffmann |         |
| 1970 | Liberation                          | Blacksmith                     |         |
| 1971 | Szerokiej drogi, kochanie           | Blacksmith                     |         |
| 1972 | Szerokiej drogi, kochanie           | Grzegorz Jaron                 |         |
| 1977 | Bezkresne łąki                      | Henryk                         |         |
| 1978 | Romans Teresy Hennert               | Julian Gondzill                |         |
| 1980 | Ojciec królowej                     | Đại sứ Pháp                    |         |
| 1980 | Tajemnica szyfru Marabuta           |                                |         |
| 1983 | Epitafium dla Barbary Radziwiłłówny | Giám mục Zebrzydowski          |         |
| 1984 | Godnosc                             | Giám đốc                       |         |
| 1984 | Ultimatum                           |                                |         |
| 1985 | Kim jest ten czlowiek?              | Kuziemski                      |         |
| 2008 | Jeszcze nie wieczór                 |                                |         |